# Iniencefalia
A Iniencefalia é um defeito pouco comum do tubo neural que combina uma retroflexão extrema da cabeça (que se dobra para trás), espinha dorsal parcialmente exposta (espinha bífida) e defeitos no osso occipital (parte de trás do crânio). Quase sempre é fatal, resultando em natimorto ou morte poucas horas após o nascimento. Afeta entre 1 a 10 em cada 10.000 nascidos, sendo mais comum em meninas.
O consumo de ácido fólico reduz os riscos dessa e outras malformações. Diversos medicamentos aumentam o risco.

## Causa
Está associado a anomalias cromossômicas tais como trissomia 18, trissomia 13 ou monossomia X. Grávidas obesas e malnutridas têm um risco 70% maior, e muito obesas têm um risco 3 vezes maior. Em estudos com animais, o uso durante a gravidez de medicamentos como vinblastina, estreptonigrina, triparano, sulfonamida, tetraciclina, anti-histamínicos, clomifeno e antitumorais aumentou os riscos de iniencefalia.

## Diagnóstico
O menino afetado tende a ser de estatura baixa e apresentar uma cabeça desproporcionadamente grande. O diagnóstico pode-se realizar imediatamente após o nascimento. A pele do rosto está conectada diretamente à pele do peito e o couro cabeludo está conectado diretamente à pele das costas. Geralmente, o pescoço está ausente. A maioria dos indivíduos com iniencefalia têm outras anomalias associadas, tais como anencefalia (defeito do tubo neural que ocorre quando a cabeça não consegue se fechar), cefalose (um transtorno no qual parte do conteúdo cranial se sobressai do crânio), hidrocefalia, ciclopia, ausência da mandíbula, lábio leporino e palato fendido, transtornos cardiovasculares, hérnias do diafragma e malformações gastrointestinais. O transtorno é mais comum nas meninas. O prognóstico para os pacientes com iniencefalia é extremamente pobre. Os recém-nascidos com iniencefalia muito poucas vezes vivem mais de umas horas. A distorção do corpo do feto também pode representar um perigo para a vida da mãe. 

## Lábio leporino
É a anomalia congênita mais frequente no rosto. Produz-se uma alteração da mesodermização dos processos nasais junto com os processos maxilares. Ocorre aproximadamente em um a cada 1.000 nascimentos. É mais frequente no homem e está relacionado com a idade da mãe. As rachaduras produzidas pela falta de fusão variam desde uma cisura pequena até uma divisão completa do lábio que atinja o orifício nasal. Esta fissura pode compreender também o processo alveolar e cursar no paladar partido. Neste caso a rachadura passa entre o incisivo lateral e o canino. Esta última rachadura denomina-se lábio-alvéolo-palatina. Pode ser ademais unilateral ou bilateral.

## Palato fendido
Malformação que às vezes costuma vir acompanhada do lábio partido. Ocorre em um a cada 2.500 nascimentos. Esta é mais frequente na mulher (quiçá se deve a que a fusão que tem lugar numa semana depois que no homem) e não terá relação com a idade da mãe. Pode afetar só à úvula dando o aspecto de escama de peixe ou se estender ao palato. Produz-se pela falta de fusão dos processos palatinos laterais entre si ou com o tabique nasal ou com o palato primário. O buraco incisivo considera-se como conserto anatômico entre as rachaduras anteriores e posteriores do paladar. Quando o lábio fendido vem acompanhado com palato fendido se denomina fissura lábio-alvéolo-palatina (FLAP), causada por um agente teratógeno que atua durante o lapso compreendido entre as 4 e 11 semanas de gestação. Durante este período, mas em tempo diferente, produz-se a formação do lábio e o paladar respectivamente. As fissuras labiais ou palatinas simples ou combinadas podem corrigir-se mediante o trabalho conjunto de uma equipe de cirurgiões plásticos, odontólogos (odontopediatras e ortodontistas), fonoaudiólogos e psicólogos. Também o lábio e o palato fendido são malformações comuns em certas alterações de origem genética, como é a trissomia 13 ou síndrome de Patau. Os meninos afetados apresentam lábio e palato fendidos, polidactilia, defeitos oculares e surdez, geralmente morrem pouco depois de nascer.